# Kanton Saint-Pierre-d'Albigny
Kanton Saint-Pierre-d'Albigny (francouzsky Canton de Saint-Pierre-d'Albigny) je francouzský kanton v departementu Savojsko v regionu Rhône-Alpes. Tvoří ho pět obcí.

## Obce kantonu
- Cruet
- Fréterive
- Saint-Jean-de-la-Porte
- Saint-Pierre-d'Albigny
- La Thuile